# مركز المجرة

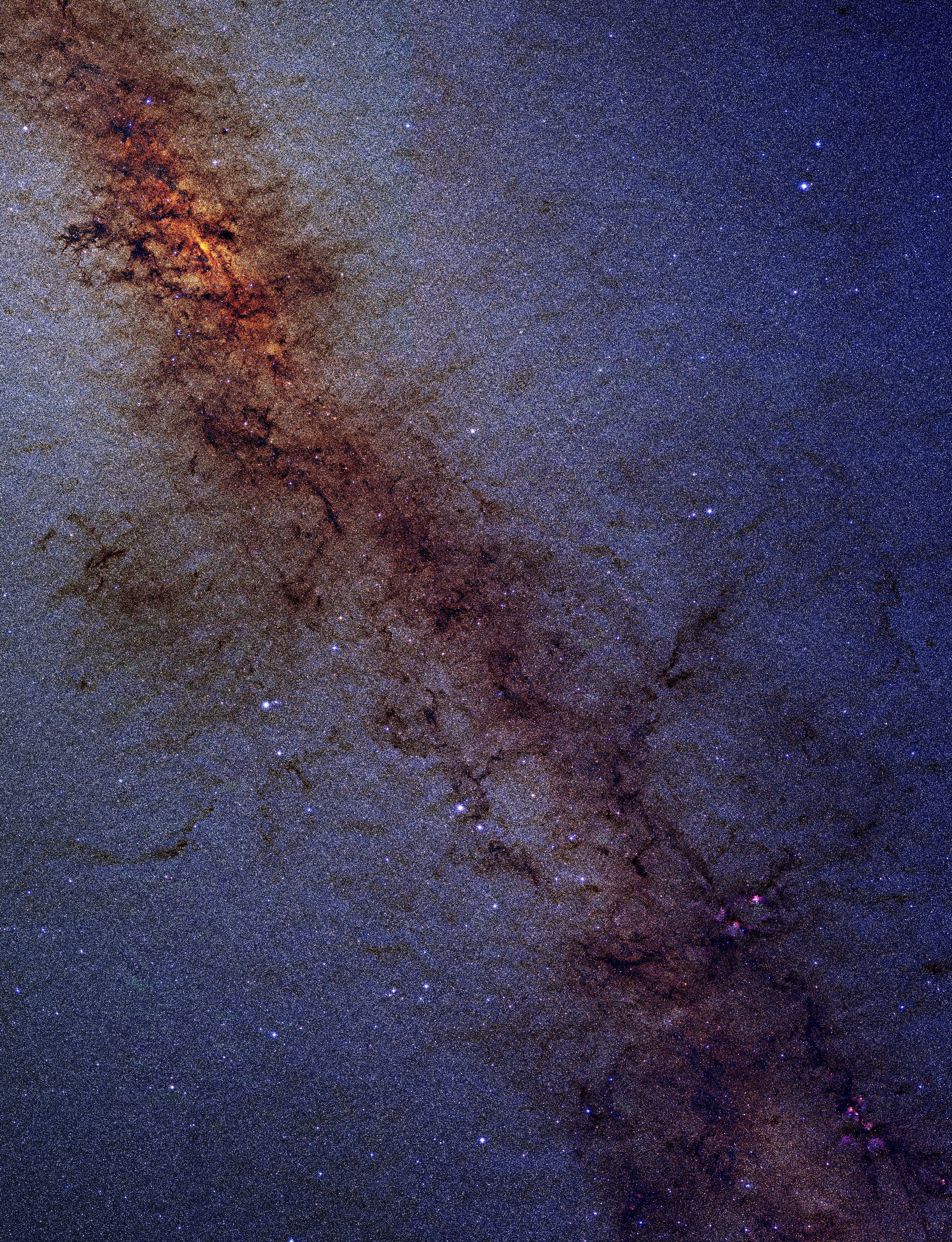
مركز المجرة كما صوره تلسكوب 2MASS الذي يلتقط الأشعة تحت الحمراء، ويوجد مركز المجرة في الركن المضيئ العلوي إلى اليسار من الصورة.

مركز المجرة هو مركز دوران مجرة درب التبانة حول نفسها ويبعد حوالي 27,000±1,000 سنة ضوئية عن الأرض في اتجاه كوكبة الرامي والحواء والعقرب في مكان الأكثر لمعانا للمجرة. ويعتقد أنه يوجد ثقب أسود فائق الضخامة في مركز المجرة.

## إثبات وجود المركز وبعده
بسبب وجود الغبار بين النجمي على طول خط النظر فإنه من الصعب رصد ودراسة مركز المجرة بواسطة الأشعة المرئية أو الأشعة فوق البنفسجية أو الأشعة السينية المنخفضة الطاقة. والمعلومات التي حصلنا عليها عن مركز المجرة حصلنا عليها من رصد أشعة غاما وأشعة إكس عالية الطاقة (وهما أشعة شديدة النفاذية) وكذلك برصد الأمواج الرديوية والأشعة تحت الحمراء ذات طول الموجة الطويلة.
قام هارلو شابلي عام 1918 بتحديد إحداثيات مركز المجرة لأول مرة بينما كان يقوم بدراسة توزيع التجمعات النجمية. وتم تحديدها بالتالي: مطلع مستقيم 17h45m40.04s, ميل -29° 00' 28.1".

## الثقب الأسود فائق الضخامة
يظهر مصدر الأشعة الراديوية المعقد للرامي أ بأنه موجود تماما في مركز المجرة.وهو يحوي مصدرا شديدا للأشعة الراديوية الرامي أ* الذي تتطابق مع وجود ثقب أسود فائق الضخامة في مركز المجرة. وهناك غازات تنهار على الثقب الأسود وربما أنها تكوّن قرصا مزودا حوله، وان تلك هي التي تزود مصدر الأشعة الراديوية بالطاقة ويكون حجمها أكبر من حجم الثقب الأسود. ولا يمكن رؤية الثقب الأسود الآن بالأجهزة العلمية المستخدمة حاليا. يرجع تقدير كتلة الثقب الأسود في مركز المجرة إلى العالم الفلكي الألماني راينهارد جنزيل ، وتقدر كتلته بنحو 3و4 مليون كتلة شمسية . ما توصلت العالمة الفلكية الأمريكية «أندريا جهز» إلى هذا التقدير، وكانت تعمل على تلسكوب كيك ب هاواي.
تم في سنة 2008 قياس قطر الرامي أ باستخدام التلسكوبات الرديوية في هاواي وكاليفورنيا وقدر ب 44 مليون كيلومتر (للمقارنة: تبعد الأرض عن الشمس 150 مليون كيلومتر ويبعد عطارد عن الشمس نحو 46 مليون كيلومتر.)
وقد قام علماء من معهد ماكس بلانك لفيزياء الفضاء في ألمانيا بدراسات على نتائج التلسكوب العظيم الموجود في شيلي وأثبتوا وجود ثقب أسود فائق الضخامة في مركز مجرتنا. وقدروا كتلته بنحو 4 مليون كتلة شمسية.
.

## الكثافة النجمية
يحوي الفرسخ الفلكي حول الرامي أ* آلاف من النجوم. ورغم كون معظمهم نحوم حمراء قديمة تتبع النسق الأساسي فإن مركز المجرة غني بنجوم بعمالقة عظيمة فائقة كبيرة الكتلة. ويوجد بينها نحو 100 نجم من نوع نجم ولف-رايت ونجوم من التصنيف النجمي OB. وتبدوا جميعها قد تكونت خلال عملية واحد لنشأة النجوم في العدة ملايين السنين الماضية.
كان وجود تلك النجوم الناشئة حديثا مفاجأة للعلماء حيث كان العلماء يعتقدون أن قوي المد الصادرة من الثقب الأسود الفائق الضخامة سوف يمنع تكون النجوم. هذا التناقض الموجود بالنسبة لوجود نجوم ناشئة جديدة في مركز المجرة تستحوذ على دهشة العلماء وعلى الخصوص تلك النجوم التي تدور في افلاك ضيقة حول الرامي أ* مثل النجم إس 2.
ومما يبعث على الدهشة أيضا أن معظم تلك ال 100 نجم الجديدة ذات كتل كبرة ويبدو أنهم متركزين في قرص واحد (طبقا لأحد المجموعات العلمية، UCLA) أو ربما في قرصين (طبقا لمجموعة علماء معهد ماكس بلانك لفيزياء الفضاء) أي يبدو أنها ليست موزعة توزيعا عشوائيا خلال الفرسخ الفلكي في مركز المجرة. ولكن تلك المشاهدات لا تزال بعيدة عن الفصل الأكيد في ذلك.

## اقرأ أيضا
- راينهارد جنزيل
- قرص كوكبي
- سديم كوكبي
- قرص مزود
- قائمة أكبر النجوم
- ثقب أسود فائق الضخامة
- قائمة أكبر النجوم كتلة
- قائمة أشد النجوم سطوعا
- قائمة انفجارات أشعة غاما